# 아스 아벤투라스 데 구이 & 에스토파
《아스 아벤투라스 데 구이 & 에스토파》(브라질 포르투갈어: As Aventuras de Gui & Estopa)는 2009년 부터 2017년까지 카툰 네트워크에서 방영된 브라질의 텔레비전 애니메이션이다. 그후 툰캐스트와 부메랑아가 라틴아메리카에 정식으로 개국 이후 2013년 12월 2일부터 방영되었다. 2021년 4월, 이 시리즈는 다섯 번째 시즌의 초연과 함께 부메랑으로 돌아온다.

## 줄거리
구이과 에스토파의 말도 안되는 모험, 두 어린 개과 그들의 친구들, 크로켓, 피티부로, 피파벨리냐과 리발도.

## 등장인물
- 구이 "이긴요"(포르투갈어: Gui "Iguinho", 성우: 마리아나 칼타비아노): 카툰의 주인공, 어린 웨스트 하일랜드 화이트 테리어.[6]
- 에스토파(포르투갈어: Estopa, 성우: 에두아르도 자르딤): 뚱뚱한 회색 개. 그는 구이의 가장 친한 친구이다.
- 크로켓 스패니얼(포르투갈어: Cróquete Spaniel, 성우: 마리아나 칼타비아노): 갈색 잉글리시 코커 스패니얼. 그녀는 구이의 여자친구이다.
- 피티부로(포르투갈어: Pitiburro, 성우: 에두아르도 자르딤): 베이지색 핏불. 그는 구이의 친구와 라이벌이다.
- 도나 이길다(포르투갈어: Dona Iguilda, 성우: 마리아나 칼타비아노): 구이의 어머니.
- 피파벨리냐(포르투갈어: Fifivelinha, 성우: 마리아나 칼타비아노): 소녀.
- 리발도 "리바"(포르투갈어: Ribaldo "Riba", 성우: 알리 카르도주): 회색 쥐.
- 로켓 스패니얼(포르투갈어: Róquete Spaniel, 성우: 마리아나 칼타비아노): 프랑스 베이지색 스패니얼. 그녀는 크로켓의 사촌이다.
- 프로페서라 자라라카(포르투갈어: Professora Jararaca, 성우: 히카르두 아이다르): 녹색 뱀.
- 피티벨라(포르투갈어: Pitibela): 피티부로의 여자친구.
- 피트발리냐(포르투갈어: Pitbalinha): 피티부로의 남동생.
- 자이민호(포르투갈어: Jaiminho, 성우: 에두아르도 자르딤): 돼지.
- 너드슨(포르투갈어: Nerdson, 성우: 에두아르도 자르딤): 구이의 이웃.
- 이르마오자오(포르투갈어: Irmãozão): 큰고 강한 베이지색 개.
- 저스틴 비벨로(포르투갈어: Justin Bibelô, 성우: 에두아르도 자르딤): 노랑 십대 새.
- 리비아(포르투갈어: Lívia, 성우: 마리아나 칼타비아노): 황갈색 개.
- 버디(포르투갈어: Birdy): 빨강 새.
- 닥터 오스카 툰(포르투갈어: Dr. Oscar Toon, 성우: 에두아르도 자르딤): 의사.
- 잭 피 디커리(포르투갈어: Jack Pé D'Curry, 성우: 에두아르도 자르딤): 프랑스 분홍 개.
- 비사(포르투갈어: Bisa, 성우: 마리아나 칼타비아노): 구이의 증조모.
- 라파엘 차칼(포르투갈어: Rafael Chacal): 라파엘 나달의 패러디.
- 리비아(포르투갈어: Dona Gralha, 성우: 에두아르도 자르딤): 파랑 배 까마귀.
- 도토르(포르투갈어: Doutor, 성우: 에두아르도 자르딤): 곰 의사.
- 모니터(포르투갈어: Monitor, 성우: 에두아르도 자르딤): 갈색 개.
- 세우 폴보(포르투갈어: Seu Polvo, 성우: 에두아르도 자르딤): 빨강 문어목.
- 부로(포르투갈어: Burro, 성우: 에두아르도 자르딤): 갈색 당나귀.